# Mülverstedt
Mülverstedt är en ortsteil i kommunen Unstrut-Hainich i Unstrut-Hainich-Kreis i förbundslandet Thüringen i Tyskland. Mülverstedt var en kommun fram till den 1 januari 2019 när den uppgick i Unstrut-Hainich. Mülverstedt hade 681 invånare 2018.